# Heerweg (Düren)
Der Heerweg in der Kreisstadt Düren (Nordrhein-Westfalen) ist eine alte Innerortsstraße.

## Lage
Die Straße beginnt an der Akazienstraße in Birkesdorf, überbrückt die alte Trasse der Ringbahn der Dürener Kreisbahn, führt dann bergaufwärts weiter an dieser Trasse entlang und kreuzte diese nochmals. Darauf unterquert sie den Autobahnzubringer Bundesstraße 56, überquert die Bahnstrecke Düren – Jülich, quert den Arnoldsweilerweg und endet kurz vor der Bahnstrecke Köln – Aachen als Sackgasse. Hier steht ein denkmalgeschütztes Wegekreuz. Jenseits der Bahnstrecke verläuft der Heerweg bis zum Wald und geht dort über in die Straße Am Vorbahnhof.
An der Straße liegen viele denkmalgeschützte Gebäude, die zur LVR-Klinik gehören. Diese sind
- Haus Heerweg 2
- Haus Heerweg 4
- Haus Heerweg 6
- Haus Heerweg 8
- Haus Heerweg 10
- Haus Heerweg 12
- Haus Heerweg 14
- Haus Heerweg 16
- Haus Heerweg 18
- Haus Heerweg 20
- Haus Heerweg 22

Zudem gibt es ein leerstehendes Supermarktgebäude, das früher ein Real SB-Warenhaus beherbergte.

## Geschichte
Der Heerweg ist schon 1422, allerdings unbebaut, erwähnt. Heerwege im Rheinland gehen meist auf sehr alte Wege zurück, in diesem Fall eine Verbindung von Birkesdorf nach Merzenich und weiter nach Köln. Im Adressbuch von 1893 erscheint er zum ersten Mal, und zwar bebaut mit einem Haus der Eisenbahnverwaltung. Im Stadtplan von etwa 1903 verbindet der Heerweg den Birkesdorfer Cölnweg (heute Teil der Akazienstraße) mit Merzenich, wobei die Bahnstrecken Düren – Jülich und Düren – Köln ebenerdig gequert werden. Später wurde die Querung der Bahnstrecke Düren – Köln aufgegeben, wodurch der Heerweg in zwei nicht miteinander verbundene Teile geteilt wurde. Das östliche Teilstück heißt weiterhin Heerweg. Noch im Stadtplan von 1988 ist der Heerweg als Querweg zur Straße Am Vorbahnhof eingezeichnet. Später wurde das Teilstück ab dem Wald in Am Vorbahnhof umbenannt.